# Léopoldville (schip, 1897)
Het stoomschip Léopoldville (het eerste met die naam) was een Belgisch passagiersschip van de rederij C.M.B. (Compagnie Belge Maritime du Congo). Hij verzorgde de lijn Antwerpen-Boma in het toenmalige Belgisch-Congo.  De naam is ontleend aan de Congolese stad Léopoldville of Leopoldstad.
De Léopoldville werd in Groot-Brittannië gebouwd (opgeleverd in 1897) en was de eerste pakketboot van de maatschappij die in 1895 werd opgericht om een regelmatige verbinding te verzekeren tussen Antwerpen en het toenmalige Belgisch-Congo, de huidige Democratische Republiek Congo. Het stoomschip was een langwerpig, eigenlijk een smal schip, met een zwarte romp en witte geboorde bovenkant met een witte opbouw met achtereenvolgens een lange rij patrijspoorten en een achter-campagnedek, met eveneens een overdekte opbouw. Hij had twee hoge masten met elk drie laadbomen en een beige schoorsteen die de Belgische rederijkleur had.
Deze lange laadbomen waren in Boma nodig voor het laden en lossen, van schip naar, en van de wal naar het schip. Op de kaden stonden toen nog geen kranen en alles werd nog bijna met de hand gelost en geladen. Ook werden toen nog de zakladingen door de plaatselijke bewoners uit het ruim gehaald.